# Uğur Uçar
Uğur Uçar (* 5. April 1987 in Istanbul, Türkei) ist ein türkischer Fußballspieler.

## Karriere

### Verein
Der 184 cm große Spieler von Galatasaray Istanbul wurde 2003 wie auch Sabri Sarıoğlu aus der Jugendmannschaft von Galatasaray Istanbul in die A-Mannschaft aufgenommen, wo er sowohl als Verteidiger als auch als Mittelfeldspieler eingesetzt wird. Er hat schon mit Galatasaray im UEFA-Pokal gespielt. Für die Saison 2006/07 war der Jungstar an den UEFA-Pokal-Teilnehmer Kayserispor ausgeliehen. In der Saison 2007/08 war Uğur unter Karl-Heinz Feldkamp Stammspieler auf der Position des rechten Verteidigers.
Zur Saison 2010/11 wechselte Ucar zu MKE Ankaragücü. Nachdem dieser Verein 2011 in immer mehr finanzielle Schwierigkeiten geraten war, konnte der Klub seine Spielergehälter nicht mehr zahlen. Nach mehrmaliger Versäumnis der Gehaltsauszahlung, trat eine Vertragsklausel in Kraft, wonach die betroffenen Spieler ohne Ablöseforderung freikamen. Diese Klausel zog Ucar zum Frühjahr 2012 und wechselte innerhalb der Süper Lig zum Ligarivalen Kardemir Karabükspor. Bei diesem Klub gelang es ihm in den ersten eineinhalb Spielzeiten nicht, sich als Stammspieler zu etablieren. Erst in der Saison 2013/14 schaffte es Ucar, zu regelmäßigen Spieleinsätzen zu kommen. Obwohl er in dieser Saison 25 Ligaspiele absolviert hatte, verlängerte Karabükspor den zum Sommer 2014 auslaufenden Vertrag mit Ucar nicht.
Am zweiten Tag der Sommertransferperiode 2014 wechselte er zum Erstligisten Istanbul Başakşehir.

### Nationalmannschaft
Ucar durchlief ab der türkischen U-16-Nationalmannschaften nahezu alle Jugendnationalmannschaften seines Landes und zählt zu den meistnominierten Jungnationalspielern der Türkei.
Sein Nationalmannschaftskarriere begann Ucar 2002 mit einer Nominierung für die türkische U-16-Nationalmannschaft. Mit der U-16-Auswahl nahm er an der Jugend Balkan-Meisterschaft teil und beendete das Turnier als Meister. Im Frühjahr 2003 wurde er mit der U-17-Nationalmannschaft zudem Ägäis-Pokalsieger für die er sich auch für die U-17-Fußball-Europameisterschaft 2004. Bei diesem Turnier schied seine Mannschaft aber bereits in der Gruppenphase des Turniers aus.
2005 nahm er mit der türkischen U-18 an dem in der Türkei ausgetragenen UEFA-CAF Meridian Cup teil. Dieses Turnier beendete Ucars Mannschaft als Dritter.

## Erfolge
Mit Galatasaray Istanbul
- Türkischer Meister: 2005/06, 2007/08
- Türkischer Pokalsieger: 2004/05
- Türkischer Supercupsieger: 2008

Mit der türkischen U-16-Nationalmannschaft
- Jugend Balkan-Meister: 2002

Mit der türkischen U-17-Nationalmannschaft
- Ägäis-Pokalsieger: 2003
- Teilnehmer der U-17-Europameisterschaft: 2004

Mit der türkischen U-18-Nationalmannschaft
- Dritter des UEFA-CAF Meridian Cups: 2005